# Andrew Lewer
Andrew Lewer (ur. 18 lipca 1971 w Burnley) – brytyjski polityk i samorządowiec, poseł do Parlamentu Europejskiego VIII kadencji, deputowany do Izby Gmin w latach 2017–2024.

## Życiorys
Studiował na Newcastle University oraz na University of Cambridge, po czym pracował w branży wydawniczej. Zaangażował się w działalność polityczną w ramach Partii Konserwatywnej. W 2003 wszedł w skład rady dystryktu Derbyshire Dales. W 2005 został natomiast radnym hrabstwa Derbyshire, pełnił funkcję przewodniczącego grupy konserwatywnej (od 2007) i przewodniczącego rady hrabstwa (2009–2014). Powoływany na kierownicze funkcje w różnych lokalnych organizacjach społecznych i samorządowych, został m.in. wiceprezesem zrzeszenia władz lokalnych LGA, a także członkiem Komitetu Regionów.
W wyborach w 2014 z ramienia konserwatystów uzyskał mandat eurodeputowanego VIII kadencji. W wyborach w 2017 został natomiast wybrany na deputowanego do Izby Gmin z okręgu wyborczego Northampton South. W 2019 z powodzeniem ubiegał się o reelekcję. W 2024 nie uzyskał ponownie mandatu.